# Bernard Truffino
Bernardus Antonius Theodore Marie (Bernard) Truffino ('s-Gravenhage, 27 mei 1896 – Hulst, 23 april 1965) was een Nederlands politicus van de KVP.
Truffino werd geboren in 's-Gravenhage. Hij was gedurende twee perioden burgemeester van Hulst: van 1925 tot 1943 en, na afloop van de Tweede Wereldoorlog, van 1946 tot 1954. In 1943 werd hij geschorst door de Duitse bezetter en dook hij onder om na afloop van de oorlog terug te keren in functie. Truffino overleed in Hulst op 68-jarige leeftijd.
Truffino was een zoon van de commissionnair in effecten en later bankier Henricus Petrus Joannes Truffino en Theodora Louisa Galles. Hij trouwde te Hulst in 1926 met de bankiersdochter Maria Julia Louisa Josephina van Waesberghe (1901), dochter van zijn voorganger als burgemeester, Frans van Waesberghe.